# Lacerta
Die Gattung Lacerta, manchmal als Halsbandeidechsen bezeichnet, bildete in ihrer ursprünglichen Sammelfunktion die formenreichste Gruppierung bei den Echten Eidechsen (Lacertidae). Sie kommt in Europa sowie den angrenzenden Regionen Nordwestafrikas und Vorderasiens vor.
Die phylogenetischen Verwandtschaftsbeziehungen und damit die Taxonomie bei der Gattung Lacerta, aber auch bei der gesamten Familie Lacertidae, werden unter Fachleuten kontrovers diskutiert. Durchgesetzt hat sich zunächst die systematische Abtrennung der Mauereidechsen als eigene Gattung Podarcis. Konsequenterweise muss dann jedoch auch die übrige Sammelgattung Lacerta weiter aufgelöst werden, was sich inzwischen in der Literatur auch etabliert hat. Die Gruppe der Smaragdeidechsen verbleibt nunmehr als einzige noch in der Gattung Lacerta s. str.

## Arten

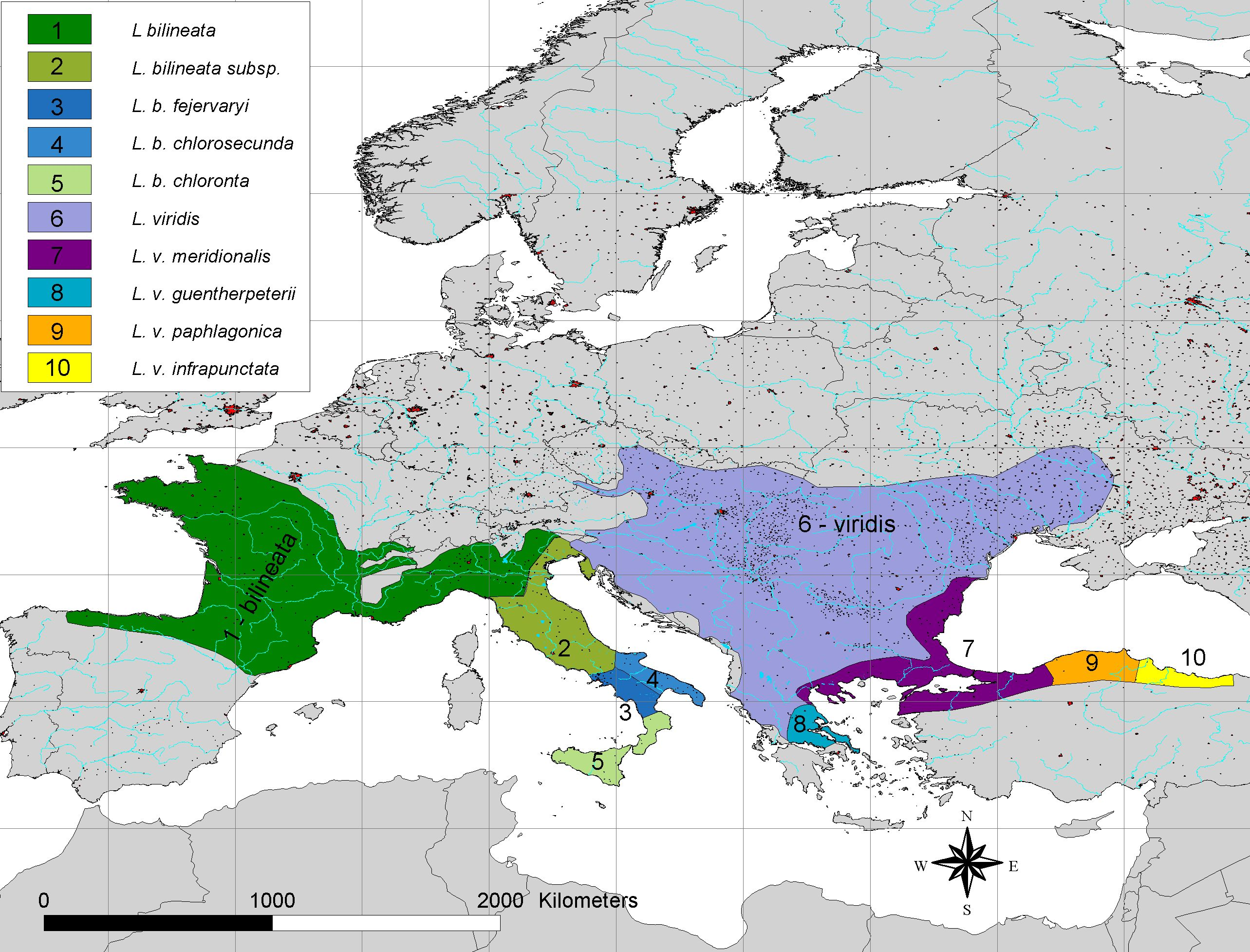
Ungefähre Verbreitung der Lacerta viridis-Gruppe in Europa und Kleinasien mit veralteter Taxonomie

Die frühere Sammelgattung Lacerta umfasst aktuell nur noch zehn Arten:
- Lacerta agilis – Zauneidechse
- Lacerta bilineata – Westliche Smaragdeidechse
- Lacerta citrovittata – Tinos-Riesensmaragdeidechse
- Lacerta diplochondrodes – Rhodos-Riesensmaragdeidechse
- Lacerta media – Östliche Riesensmaragdeidechse
- Lacerta pamphylica – Pamphylische Smaragdeidechse
- Lacerta schreiberi – Iberische Smaragdeidechse
- Lacerta strigata – Kaukasische Smaragdeidechse
- Lacerta trilineata – Westliche Riesensmaragdeidechse
- Lacerta viridis – Östliche Smaragdeidechse oder nur Smaragdeidechse

Nachfolgend eine unvollständige Liste der früheren Sammelgattung Lacerta s. l. mit Verweisen auf die aktuelle taxonomische Zuordnung und Nomenklatur:
- Anatololacerta
  - Lacerta anatolica – Nordwestanatolische Eidechse; heute: Anatololacerta anatolica
  - Lacerta danfordi – Anatolische Felseneidechse; heute: Anatololacerta danfordi
  - Lacerta oertzeni – Südwestanatolische Eidechse; heute: Anatololacerta oertzeni

- Apathya
  - Lacerta cappadocica – Kappadokische Eidechse; heute: Apathya cappadocica

- Archaeolacerta
  - Lacerta bedriagae – Tyrrhenische Gebirgseidechse; heute: Archaeolacerta bedriagae

- Atlantolacerta
  - Lacerta andreanskyi; heute: Atlantolacerta andreanskyi

- Dalmatolacerta
  - Lacerta oxycephala – Dalmatische Spitzkopfeidechse; heute: Dalmatolacerta oxycephala

- Darevskia
  - Lacerta armeniaca – Armenische Felseidechse; heute: Darevskia armeniaca
  - Lacerta chlorogaster; heute: Darevskia chlorogaster
  - Lacerta defilippii; heute: Darevskia defilippi
  - Lacerta dryada; heute: Darevskia dryada
  - Lacerta praticola – Kaukasische Wieseneidechse; heute: Darevskia praticola
  - Lacerta saxicola; heute: Darevskia parvula
  - Lacerta steineri; heute: Darevskia steineri

- Dinarolacerta
  - Lacerta mosorensis – Mosoreidechse; heute: Dinarolacerta mosorensis

- Hellenolacerta
  - Lacerta graeca – Griechische Spitzkopfeidechse; heute: Hellenolacerta graeca

- Iberolacerta
  - Lacerta aranica – Val-d’Aràn-Gebirgseidechse; heute: Iberolacerta aranica
  - Lacerta aurelioi – Aurelios Gebirgseidechse; heute: Iberolacerta aurelioi
  - Lacerta bonnali – Pyrenäen-Gebirgseidechse; heute: Iberolacerta bonnali
  - Lacerta horvathi – Kroatische Gebirgseidechse; heute: Iberolacerta horvathi
  - Lacerta monticola – Iberische Gebirgseidechse; Iberolacerta monticola

- Iranolacerta
  - Lacerta brandtii; heute: Iranolacerta brandtii
  - Lacerta zagrosica; heute: Iranolacerta zagrosica

- Omanosaura
  - Lacerta cyanura; heute: Omanosaura cyanura
  - Lacerta jayakari; heute: Omanosaura jayakari

- Parvilacerta
  - Lacerta fraasii; heute: Parvilacerta fraasii
  - Lacerta parva; heute: Parvilacerta parva

- Phoenicolacerta
  - Lacerta cyanisparsa; heute: Phoenicolacerta cyanisparsa
  - Lacerta kulzeri; heute: Phoenicolacerta kulzeri
  - Lacerta laevis; heute: Phoenicolacerta laevis

- Timon
  - Lacerta lepida – Perleidechse; heute: Timon lepidus

- Zootoca
  - Lacerta vivipara – Waldeidechse; heute: Zootoca vivipara